# Resolución 1971 del Consejo de Seguridad de las Naciones Unidas
La resolución 1971 del Consejo de Seguridad de las Naciones Unidas, aprobada por unanimidad el 3 de marzo de 2011, acordó la retirada del personal militar de la Misión de las Naciones Unidas para Liberia (UNMIL) que ofrecía protección al Tribunal Especial para Sierra Leona, transfiriendo dicha responsabilidad a la policía de Sierra Leona. De acuerdo con la Secretaría del Tribunal Especial, en una carta fechada en octubre de 2010, la fuerza de protección militar ya no sería necesaria a partir de febrero de 2011.
En 2006, mediante la aprobación de la 1626, el Consejo de Seguridad autorizó transferir 250 soldados de la UNMIL a tareas de seguridad del Tribunal Especial para Sierra Leona, país vecino, incluyendo la protección de instalaciones, personal y archivos confidenciales del citado tribunal. El contingente extraordinario, compuesto por soldados de Mongolia, se redujo en 2009 a 150 soldados.